# 拉美西斯五世
拉美西斯五世（英語：Ramesses V）古埃及新王国时期第二十王朝的第四任法老。（约公元前1149年—约公元前1145年在位），作为拉美西斯四世继承人，他在位期间阿蒙神祭司的势力日益增长。他们控制了许多土地，并通过儿子和下属干预财政。拉美西斯五世继续修建父亲在西底比斯达尔巴赫里未完成的大神庙。他死后两年才下葬，他的木乃伊头部留下一大伤痕，有考古學家認為這是天花的痕跡。由于史载缺失，因此其死因有待进一步研究。